# Ehrenzeichen der Deutschen Verkehrswacht
Das Ehrenzeichen der Deutschen Verkehrswacht ist eine Auszeichnung der Deutschen Verkehrswacht, welches am 7. November 1957 mit Genehmigung des Bundespräsidenten in zwei Klassen gestiftet wurde. Seitdem wird das Ehrenzeichen an Personen verliehen, die sich durch ihre erfolgreiche Tätigkeit (Ausführung in Silber) oder hervorragende Einzelhandlungen (Ausführung in Gold) um die Hebung der Sicherheit im Straßenverkehr, bei der Verkehrsunfallverhütung sowie um die Minderung von Verkehrsunfallfolgen sowie anderer Tätigkeiten der Verkehrswachtarbeit verdient gemacht haben.
Das Ehrenzeichen, welches mit Urkunde und Unterschrift des amtierenden Präsidenten der Deutschen Verkehrswacht überreicht wird, geht in das Eigentum der beliehenen Person über. Es kann wieder entzogen werden, wenn sich die tragende Person durch Begehung einer entehrenden Straftat der Auszeichnung als unwürdig erwiesen hat.

## Aussehen und Trageweise
Das Ehrenzeichen besteht aus einem weißen Griechischen Kreuz und zeigt mittig das grüne Verkehrswachtsymbol, welches von einem grünen Schriftring mit der Umschrift: SICHERHEIT IM STRASSENVERKEHR umschlossen wird. Die Rückseite des Ehrenzeichens zeigt auf glatten Grund die fünfzeilige Inschrift: Für / Förderung / der Sicherheit / im Strassenverkehr / Deutsche Verkehrswacht über einen dreiblättrigen Lorbeerzweig mit Früchten.
Das Ehrenzeichen der 1. Klasse ist dabei silbern eingefasst und zeigt eine goldfarbene Schrift. Die 2. Klasse hingegen ist silbrig eingefasst und zeigt einen silbernen Schriftzug. Getragen werden beide Klassen an der linken oberen Brustseite der beliehenen Personen an einem grünen Band, welches bei der 1. Klasse golden und bei der 2. Klasse silbern gesäumt ist. Frauen tragen dasselbe Ordensband als Bandschleife.